# Enron. Самые смышлёные парни в этой комнате
«Enron. Самые смышлёные парни в этой комнате» (англ. Enron: The Smartest Guys in the Room) — документальный фильм 2005 года, основанный на одноименном бестселлере 2003 года, написанном репортерами Fortune, Бетани МакЛин и Питером Элкиндом (Peter Elkind). Это исследование одного из крупнейших скандалов делового мира в истории Америки. МакЛин и Элкинд написали сценарий фильма вместе с режиссёром картины Алексом Гибни.
В фильме рассказано о коллапсе корпорации Enron, который обернулся уголовными делами в отношении руководства компании. Также показано влияние трейдеров из Enron traders на Калифорнийский электрический кризис 2000—2001 годов.
Показаны интервью с бывшими менеджерами, бизнес-аналитиками, репортёрами и бывшим губернатором Калифорнии Грэем Дэвисом.
Фильм выиграл Independent Spirit Award как лучший документальный фильм и на 78th Academy Awards в 2006 году.

## Сюжет
Документальный фильм проводит расследование самого большого финансового обмана в истории США. Верхушка компании Enron имеет огромную власть и практически не контролируется, она ставит себе целью сделать легкие деньги. Из-за того, что реальное производство компании находилось в упадке, Enron сделал ставку на рынок энергетических фьючерсов и производных ценных бумаг. Кроме того им пришлось заниматься подделыванием финансовой отчетности и искать иные, более легкие способы заработать. Были открыты сотни дочерних фирм в офшорных зонах, через которые проходили сделки с электроэнергией, раздувающие себестоимость электричества для Enron. Затем на эти фирмы стали списываться расходы корпорации, улучшая тем самым отчетность основной. Но рано или поздно обманная схема должна была раскрыться…

## В ролях
- Бетани МакЛин (Bethany McLean) — Репортер «Fortune»; соавтор фильма The Smartest Guys in the Room
- Питер Элкинд (Peter Elkind) — соавтор, The Smartest Guys in the Room
- Шеррон Воткинс (Sherron Watkins) — Enron; соавтор, Power Failure
- Мими Шварц (Mimi Swartz) — соавтор, Power Failure
- Майк Маклрой (Mike Muckleroy) — бывший топ-менеджер корпорации Enron
- Аманда Мартин (Amanda Martin) — бывший топ-менеджер корпорации Enron
- Чарльз Викман (Charles Wickman) — former Enron trader
- Джон Берд (John Beard) — бывший бухгалтер корпорации Enron
- Макс Эбертс (Max Eberts) — former spokesman, Enron Energy Services
- Бил Лерах (Bill Lerach) — attorney for Enron stockholders
- Грей Девис (Gray Davis) — бывший губернатор штата Калифорния